# Everald Cummings
Everald Cummings dit Gally, (né le 28 août 1948 à Port of Spain) est un footballeur et entraîneur trinidadien de football.